# وحي طه أمان
وحي طه أمان  (و. 1963  م) هو سياسي، ومهندس معماري يمني، ولد في عدن، تولى منصب وزير الأشغال العامة والطرق خلال الفترة 7 نوفمبر 2014 وحتى 27 أبريل 2017، وفي شهر يناير 2021م صدر قرار رئيس الجمهورية رقم (٣) لسنة ٢٠٢١م بشأن تعيين رئيساً لمجلس الشورى ونواب له حيث قضى بتعيينه نائباً لرئيس مجلس الشورى 

## التعليم
- دبلوم عالي هندسة بناء من المعهد الفني العالي - جامعة عدن. عام ١٩٨٥م
- بكالوريوس هندسة معمارية لعام ١٩٩٢م
المناسب والوظائف السابقة:
- مهندس ومشرف موقعي لمشاريع تابعة لمكتب دولة الكويت في عدن وصنعاء لمدة (خمس سنوات)
- مهندس إشراف، ثم مدير فني لمشاريع (شركة العيسائي والحريبي) بمحافظة عدن (لأكثر من 12 عام) .
- مدير فني لمكتب استشاري خاص، ومدير عام لشركة (أمان لاند للهندسة والمقاولات) المتخصصة لأعمال المقاولات لأكثر من سبع سنوات .
-  تعين بقرار جمهوري وكيل مساعد للشئون الفنية بمحافظة عدن في فبراير ٢٠١١م
- تعيين وزيراً للأشغال العامة والطرق في نوفمبر ٢٠١٤م حتى أبريل ٢٠١٧م.
| المناصب السياسية | المناصب السياسية                                         | المناصب السياسية                |
| ---------------- | -------------------------------------------------------- | ------------------------------- |
| سبقه             | وزير الأشغال العامة والطرق 7 نوفمبر 2014 - 27 أبريل 2017 | تبعه معين عبد الملك سعيد الصبري |